# Махненко Володимир Іванович
Володимир Іванович Махненко (27 жовтня 1931, Черкаси — 2 січня 2013, Київ) — український вчений у галузі зварювання металів і спеціальної металургії, доктор технічних наук, професор, академік Національної академії наук України.

## Біографія
Народився 27 жовтня 1931 року у місті Черкасах. У 1955 році закінчив Одеський інститут інженерів морського флоту за спеціальністю «Суднобудування». У 1955–1959 роках працював на посаді майстра, а потім
старшим технологом корпусно-зварювального цеху заводу «Красная Кузница» в Архангельську. У 1959 році вступив до аспірантури Одеського інституту інженерів морського флоту. В 1963 році після захисту кандидатської дисертації працював асистентом кафедри технології металів цього ж інституту. В 1964 році був запрошений на роботу в Інститут електрозварювання імені Є. О. Патона АН УРСР, де захистив докторську дисертацію і з 1975 року очолював відділ математичних методів дослідження фізико-хімічних процесів при зварюванні та у спецелектрометалургії. Член КПРС з 1977 року. Член-кореспондент АН УРСР з 1978 року. Академік АН УРСР з 18 травня 1990 року.
Помер в Києві 2 січня 2013 року.

## Наукова діяльність
Визнання отримали дослідження В.І. Махненка по прогнозуванню комплексу фізичних параметрів при зварюванні сучасних конструкційних матеріалів, які визначають якість зварного з'єднання і працездатність зварної конструкції: розміри і форму зони проплавлення, термічні цикли, мікроструктуру і властивості металу зварного шва та зони термічного впливу, кінетику напружень, деформацій і переміщень в процесі зварювального нагріву, ризик виникнення гарячих і холодних тріщин, розподіл залишкових напружень і їх вплив на граничний стан зварних вузлів при статичних або змінних зовнішніх навантаженнях. На основі цих теоретичних робіт спільно з різними галузевими науково-дослідними установами і промисловими підприємствами розроблено оптимальні варіанти конструктивних і технологічних рішень для низки нових зварних конструкцій.
Останніми роками В.І. Махненко активно працював над актуальною проблемою аналізу працездатності та ресурсу безпечної експлуатації зварних конструкцій і споруд, у тому числі, об'єктів енергетики України і магістральних трубопроводів. Розроблені під його керівництвом методи оцінки припустимості виявлених дефектів в рамках ідеології «прогнозування і попередження» у цілому ряді випадків дали можливість відмовитися від передчасних ремонтів зварних конструкцій відповідального призначення. Зокрема, ним обґрунтована можливість ремонту зварюванням дефектних ділянок магістральних трубопроводів без виведення їх з експлуатації. Використання методичних основ аналізу надійності зварних конструкційних елементів реакторів атомних електростанцій України, розроблених В.І. Махненком, дозволили розв'язати низку проблем забезпечення необхідного рівня безпеки їх експлуатації.
Автор понад 350 наукових публікацій, у тому числі 13 монографій.
Підготував 5 докторів та понад 25 кандидатів наук.

## Відзнаки
Заслужений діяч науки і техніки України (з 2004 року), лауреат Державної премії України в галузі науки і техніки (за 2008 рік; за розробку та впровадження технологій ремонту магістральних трубопроводів під тиском).
Нагороджений орденом «Дружби народів», орденом «За заслуги» II ступеня (2011), медалями.